# Салливан, Пэт (мультипликатор)
Пэт Салливан (англ. Pat Sullivan; 2 февраля 1887 — 15 февраля 1933) — австралийский и американский карикатурист, мультипликатор и кинопродюсер, пионер анимации. Наиболее известен тем, что создавал и продвигал мультфильмы о коте Феликсе.

## Биография
Патрик О’Салливан родился 2 февраля 1887 года в Сиднее. Его отец был бедным кэбменом в Дарлингхёрсте. Мальчик получил католическое образование. По окончании школы работал привратником на пивоварне, обучался рисованию в Обществе искусств Нового Южного Уэльса. Зарабатывал, рисуя карикатуры на знаменитостей для парикмахерской или по заказу любого, кто готов был заплатить.
К 1905 году, когда О’Салливану исполнилось 18 лет, начал сотрудничество с профсоюзной газетой The Worker, которой продавал свои карикатуры, комиксы и иллюстрации. В 1907 году стал вольным художником, и в 1909 году покинул Австралию, направляясь в Лондон и Нью-Йорк.
Живя в Лондоне, изменил имя на Пэт Салливан. В столице Британской империи будущему кинопродюсеру пришлось перепробовать множество занятий, начиная от боксерских поединков и заканчивая пением и танцами в мюзик-холле. В конце концов, он снова вернулся к карикатуре, на полтора года став художником комикса Ally Sloper для еженедельника Judy.
В 1914 году Салливан эмигрировал в США. Перспективы найти работу в Нью-Йорке были столь же мрачными, как и в Лондоне, но искусство рисования снова пригодилось. Салливан начал зарабатывать, рисуя комические открытки и афиши кинофильмов. Затем его пригласил на работу Мак-Клюр, предложив рисовать комиксы о цветном мальчишке по имени Самбо. Салливан создал для Мак-Клюра комиксы The Adventures of Sambo, Johnny Boston Bean, Obliging Oliver и Old Pop Perkins. Впоследствии они были превращены в мультфильмы.
После непродолжительной работы в Hearst Syndicate, в 1915 году Салливан открывает собственную студию анимации. Он выпускает дебютный мультфильм, The Tail of the Thomas Kat", авторство которого регистрирует в марте 1917 года. По мнению австралийских исследователей, герой этого мультфильма был прототипом кота Феликса.
У студии появляются заказы, постепенно Салливан отходит от непосредственной работы с рисунками и всё более полагается на других аниматоров. Свои усилия он направляет на поиск заказчиков, и проявляет в этом заметные способности. В это время он в первый раз нанимает на работу Отто Мессмера, который через непродолжительное время уходит от Салливана, а затем попадает под призыв и отправляется на войну в Европу.
10 мая 1917 года Салливана арестовывают по обвинению в  изнасиловании 14-летней девушки. Вскоре он выходит под залог и 21 мая женится на Марджори Галлахер. На следующий день он предстаёт перед судом, который 21 июня признаёт его виновным. 13 сентября выносится окончательный приговор: продюсер должен провести в тюрьме Синг-Синг «не меньше года, но не более двух». Однако через 9 месяцев Пэт Салливан выходит на свободу и снова возвращается к работе в своей студии.

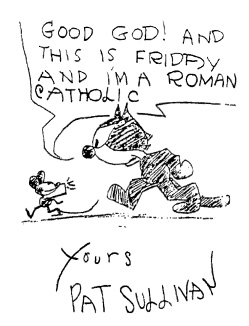
Рисунок Пэта Салливана

Вскоре его работу замечает компания Paramount, которая делает заказ на мультфильмы для киножурнала Paramount Screen Magazine. Возвратившийся с войны Мессмер вновь стал аниматором у Салливана. Салливан поручает ему сделать мультфильм для Paramount, и в 1919 году на экраны выходит фильма Feline Follies с участием кота по имени Мастер Том. Лента вызывает живой интерес публики. Вскоре появляется продолжение, Musical Meows, за которым следует третий фильм — The Adventures of Felix, в котором кот окончательно обретает имя.
С этого момента будущее студии предопределено: максимум усилий аниматоров направлено на выпуск новых мультфильмов о приключениях кота Феликса, а Пэт Салливан берёт на себя вопросы продвижения и лицензирования.
Мультфильмы приносят огромный доход, но это становится слишком тяжёлым испытанием для владельца студии. Алкоголизм и нежелание что-то менять в работе приводят к тому, что появления звукового кино застает Салливана врасплох. Неоднократные требования компаний-распространителей выпустить фильмы с говорящим Феликсом наталкиваются на стену непонимания.
Всего через три года после выхода «Пароходика Вилли» (1928) с Микки Маусом, немой Феликс сходит с экранов. В 1932 году Салливан получает новый удар: умирает его жена Марджори. Салливан ещё пытается возродить былую славу кота, научив его говорить и петь, но глубокая алкогольная депрессия приводит к смерти продюсера в феврале 1933 года. Его студия остается в руинах, восстать из которых ей так и не суждено.
Пэт Салливан похоронен в кафедральном соборе Скрентона, штат Пенсильвания.

## Спор об авторстве

Рисунок Отто Мессмера

По традиции раннего кинематографа вся слава за мультфильм доставалась продюсеру. Все без исключения мультфильмы о коте Феликсе выходили под именем Пэта Салливана, хотя практически всю работу для них выполнял Отто Мессмер. Даже после смерти продюсера Мессмер не спешил заявлять о своих правах. Тем не менее, в 1967 году он впервые оспорил утверждение, что Феликса создал Салливан. Претензии Мессмера поддержали его коллеги-художники, а доказать их обоснованность взялись американские и английские историки анимации.
Джон Кейнмейкер на протяжении нескольких лет собирал материал о студии Салливана и в 1991 году выпустил книгу, досконально освещавшую историю кота Феликса. Кейнмейкер заключил, что популярный образ был детищем одного Мессмера, которому Салливан попросту спихнул работу.
Однако австралийские исследователи не пожелали отдавать все лавры американцу, и в 2004 году вышла передача на ABC TV в рубрике Rewind, в которой приводились доказательства, что Салливан принимал непосредственное участие в создании ленты Feline Follies. Помимо этого, была обнаружена запись, указывавшая что прототип Феликса (а им, по мнению австралийцев, был кот Томас из The Tail of Thomas the Kat) появился ещё до встречи Салливана и Мессмера.
Доказательства, однако, не были однозначными. В облике и истории кота Феликса, Мастера Тома и кота Томаса были явные отличия, а живых свидетелей, что Феликса создал Салливан, не было. Таким образом, вопрос, кто создал Феликса, остается открытым.

## Внешние ссылки
- Краткая биография с иллюстрациями (англ.)
- Исследование Линдсей Фойл из Австралийской ассоциации карикатуристов
- работе над фильмом Feline Follies на сайтеYouTube
- Пэт Салливан: "Я создал кота, а кот создал меня"